# Zoltán
A Zoltán arab eredetű ősi magyar személynév, a török közvetítéssel a magyarba került arab szultan, szoltan, vagyis szultán szóból származik (a [sz] > [z] hangváltozás oka, hogy a régi magyarban a [sz] hangot még a z betű jelölte, később pedig az íráskép alapján kezdték el [z]-vel ejteni). Jelentése: uralkodó, fejedelem.  Női párjai: Zoltána, Szultána.

## Rokon nevek
- Zolta:[1] a Zoltán Árpád-kori alakja.[2]
- Zsolt, Solt

## Gyakorisága
A Zoltán az Árpád-korban, a 14. századig ritkán, de előfordult, majd a 19. század elején újították fel. Az Őrségben csak a 19. század végén terjedt el. Az 1990-es években igen gyakori név, a 2000-es években a 13-20. leggyakoribb férfinév között.

## Névnapok
Zoltán, Zolta
- március 8.[2]
- március 13.[2]
- június 23.[2]
- november 20.[2]

## Híres Zoltánok, Zolták
| - Zolta (Zsolt) fejedelem, Árpád fejedelem legifjabb fia és Taksony fejedelem apja - Adamik Zoltán atléta - Ambrus Zoltán író, költő, műfordító, akadémikus - Ádok Zoltán énekes, táncos - Balog Zoltán református lelkész, országgyűlési képviselő, emberi erőforrás minisztere - Balogh Zoltán író, földbirtokos - Basilides Zoltán színész - Báthory Zoltán pedagógus, egyetemi tanár - Báthory Zoltán zenész - Bay Zoltán fizikus, professzor, akadémikus, feltaláló, Világ Igaza - Berczik Zoltán hatszoros Európa-bajnok asztaliteniszező, edző - Bereczki Zoltán színész - Bitskey Zoltán úszó, edző - Borbereki-Kovács Zoltán festő- és szobrászművész - Böszörmény Zoltán újságíró, költő - Brassai Zoltán író, irodalomtörténész, középiskolai tanár - Csaba Zoltán evezős - Csemniczky Zoltán Munkácsy-díjas szobrászművész - Czibor Zoltán labdarúgó - Daróczy Zoltán matematikus, országgyűlési képviselő - Devecser Zoltán közgazdász, mobilkommunikációs specialista - Dömötör Zoltán olimpiai bajnok vízilabdázó - Erdélyi Zoltán hegedűművész - Erdőelvi Zoltán Szent István király erdélyi vajdája - Fábri Zoltán filmrendező - Füredi Zoltán matematikus - Gál Zoltán magyar jogász, az Országgyűlés elnöke (1994–1998) - Ganxsta Zolee (Zana Zoltán) énekes, rapper - Gárdonyi Zoltán magyar zeneszerző, zenetudós, Gárdonyi Zsolt apja, a 20. századi európai zenetörténet kiemelkedő alakja - Gera Zoltán színművész - Gera Zoltán labdarúgó - Grecsó Zoltán koreográfus, táncpedagógus - Greguss Zoltán színművész - Gulyás Zoltán Sándor labdarúgó, edző - Gyapay Zoltán magyar politikus - Halmay Zoltán kétszeres olimpiai bajnok úszó - Hetényi Zoltán dobos - Horváth Zoltán, vívó - Horváth Zoltán állatorvos - Horváth Zoltán rendező - Horváth Zoltán, amerikaifutball-játékos - Huszárik Zoltán filmrendező, grafikus - Jékely Zoltán író, költő, műfordító - Jeney Zoltán zeneszerző - Kallós Zoltán Kossuth-díjas néprajzkutató | - Kamondi Zoltán filmrendező, forgatókönyvíró, producer - Kárpáthy Zoltán pantomimművész - Kocsis Zoltán zongoraművész, karmester - Kodály Zoltán zeneszerző, zenetudós, zenepedagógus, a Magyar Tudományos Akadémia elnöke - Kollonay Zoltán zenész - Kovács Zoltán magyar politikus - Kőhalmi Zoltán humorista - Lakner Zoltán politológus - Latinovits Zoltán színész, rendező - László Zoltán Gomoku világbajnok - Mága Zoltán hegedűművész - Magyar Zoltán sportoló (lólengés) - Magyary Zoltán jogász, a magyar tudománypolitika alapvetője, a magyar közigazgatás innovátora - Makláry Zoltán színművész - Maróthy Zoltán gitáros - Maros Zoltán animációs rendező - Mechlovits Zoltán hatszoros világbajnok asztaliteniszező - Melis Zoltán evezős (olimpiai ezüstérmes 1968-ban Mexikóban) - Mesko Zoltán sportoló (profi amerikai focista) - Meszlényi Zoltán püspök, vértanú - Mészáros Zoltán színművész, rendező - Miller Zoltán színművész - Nemere Zoltán kétszeres olimpiai bajnok vívó - Petőfi Zoltán színész, Petőfi Sándor fia - Pokorni Zoltán politikus, miniszter - Poós Zoltán költő, író, műfordító - Pusztai Zoltán költő, restaurátor - Rácz Zoltán zenész - Seress Zoltán színművész - Schenker Zoltán olimpiai bajnok vívó - Szécsi Zoltán válogatott vízilabdázó - Székely Zoltán zeneszerző, hegedűművész - Székely Zoltán világbajnok párbajtőrvívó, kaszkadőr - Szerémi Zoltán színész - Szilágyi Varga Zoltán grafikusművész, rajzfilmrendező - Szobonya Zoltán ügyvéd, '56-os mártír - Szokolay Zoltán író - Szőke Zoltán színész - Tildy Zoltán politikus, a demokratikus Magyarország miniszterelnöke, majd köztársasági elnöke - Varga Zoltán labdarúgó - Várkonyi Zoltán színész, színházi és filmrendező - Veres Zoltán műrepülő - Veress Zoltán festőművész - Veress Zoltán erdélyi magyar író - Veress Zoltán operaénekes, nótaénekes - Veress Zoltán Kossuth-díjas vegyészmérnök - Zelk Zoltán költő - Zubornyák Zoltán színész, színházi rendező, producer |

### Egyéb
Kárpáthy Zoltán, Jókai Mór regényének címe, és a regény főszereplőjének a neve